# Distrito electoral de Sherman (condado de Wayne, Nebraska)
Sherman (en inglés: Sherman Precinct) es un distrito electoral ubicado en el condado de Wayne en el estado estadounidense de Nebraska. En el Censo de 2010 tenía una población de 176 habitantes y una densidad poblacional de 1,9 personas por km².

## Geografía
Sherman se encuentra ubicado en las coordenadas 42°18′36″N 97°18′25″O / 42.31000, -97.30694. Según la Oficina del Censo de los Estados Unidos, Sherman tiene una superficie total de 92.58 km², de la cual 92.46 km² corresponden a tierra firme y (0.13%) 0.12 km² es agua.

## Demografía
Según el censo de 2010, había 176 personas residiendo en Sherman. La densidad de población era de 1,9 hab./km². De los 176 habitantes, Sherman estaba compuesto por el 99.43% blancos, el 0% eran afroamericanos, el 0% eran amerindios, el 0.57% eran asiáticos, el 0% eran isleños del Pacífico, el 0% eran de otras razas y el 0% pertenecían a dos o más razas. Del total de la población el 0% eran hispanos o latinos de cualquier raza.